# Stanisław Piątkowski
Stanisław Piątkowski (ur. 30 maja 1914 w Hrubieszowie, zm. 20 sierpnia 1988 w Lublinie) – polski lekarz, ortopeda, traumatolog, profesor.

## Życiorys
Syn Antoniego Piątkowskiego, współtwórcy sukcesu Liskowa – Wzorowej Wsi Polskiej i czołowego współpracownika ks. prałata Wacława Blizińskiego i działaczki Akcji Katolickiej powiatu kaliskiego Marii z Grabskich Piątkowskiej, odznaczonej papieskim medalem Benemerenti. Ukończył Liceum Adama Asnyka w Kaliszu. W latach 1933–38 studiował na Wydziale Lekarskim Uniwersytetu Poznańskiego, następnie Uniwersytetu Warszawskiego (1940). Staż lekarski odbył w Szpitalu Św. Trójcy w Piotrkowie Trybunalskim (1940-41). Był lekarzem w Wiejskim Ośrodku w Kornicy (1941-44), a następnie ordynatorem oddziału dla rannych w kończyny w 28 Szpitalu Lekko Rannych II Armii Wojska Polskiego (1944-46). Pracował w Klinice Ortopedii Akademii Medycznej w Poznaniu najpierw jako asystent, a następnie jako adiunkt (1948-53), w latach 1953-54 jako adiunkt delegowany do Korei Północnej.
Założyciel Katedry i Kliniki Ortopedii Akademii Medycznej w Lublinie, którą kierował w latach 1954-84, do przejścia na emeryturę. W klinice utworzył warsztaty ortopedyczne, później ośrodek ortopedii onkologicznej. Pełnił funkcję dziekana Wydziału Lekarskiego (1964-66), w latach 1969-72 – prorektora do spraw klinicznych Akademii Medycznej w Lublinie.

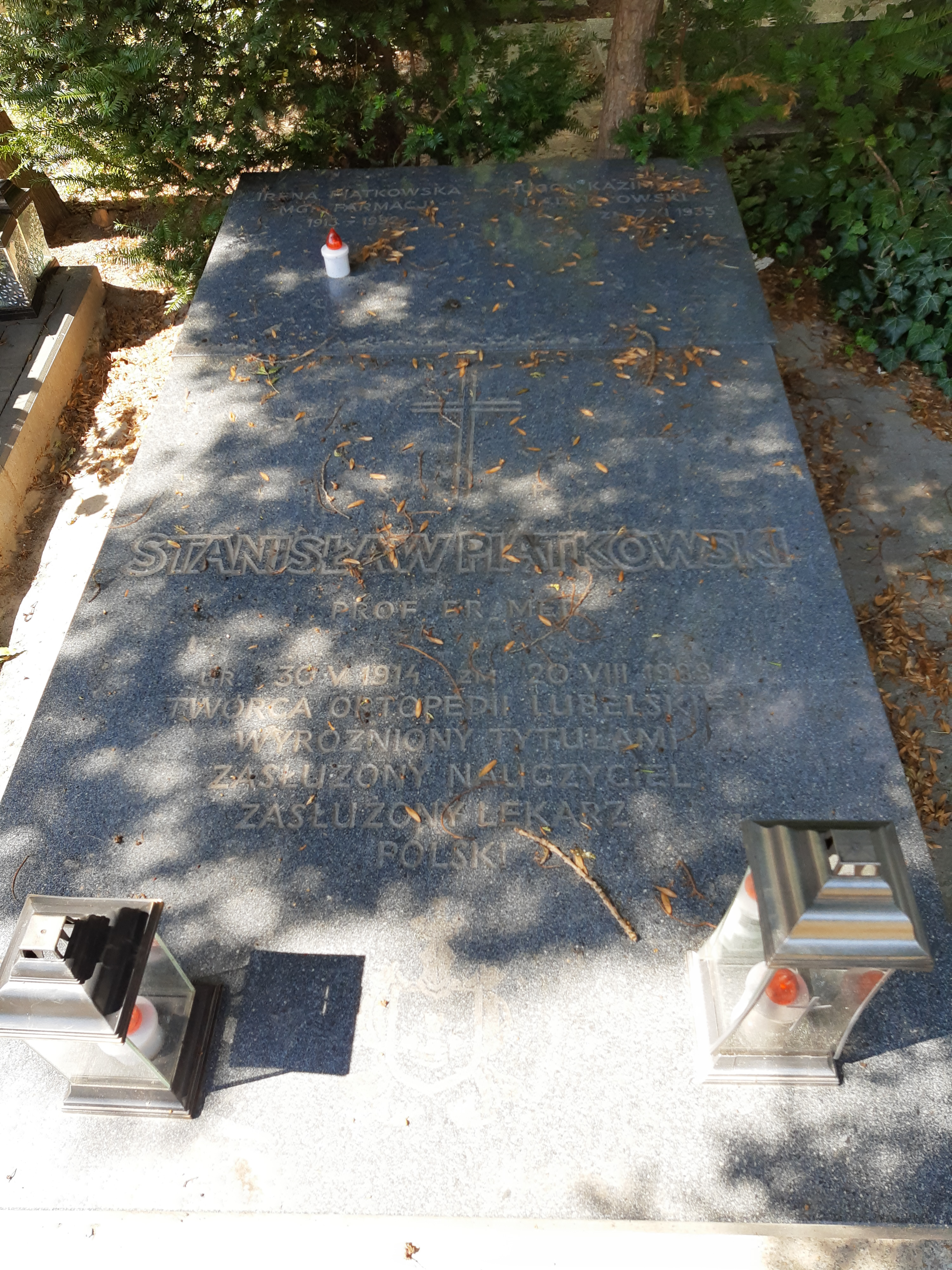
Grób prof. Stanisława Piątkowskiego na cmentarzu przy ulicy Lipowej

W 1948 uzyskał tytuł doktora nauk medycznych, w 1955 – docenta, w 1964 – prof. nadzwyczajnego i w 1977 – prof. zwyczajnego. Odbywał staże naukowe w klinikach ortopedii i traumatologii narządów ruchu w Paryżu, Bordeaux, Lyonie, Tuluzie, Marsylii i Lille. Członkiem Polskiego Towarzystwa Walki z Kalectwem, w l. 1974-82 pełnił funkcję prezesa Lubelskiego Oddziału tego towarzystwa, później prezes honorowy. Członek Polskiego Towarzystwa Ortopedycznego i Traumatologicznego (członek honorowy 1980, prezes Zarządu Głównego 1980–82) Członek honorowy francuskiego Towarzystwa Ortopedycznego i Traumatologicznego (SOPCOT) (od roku 1983). Stworzył podstawy naukowe podologii oraz onkologii ortopedycznej; prowadził badania nad profilaktycznym i fizjologicznym obuwiem dla stóp wrażliwych.
Był autorem ponad 100 prac dotyczących ortopedii, traumatologii i rehabilitacji w piśmiennictwie polskim i zagranicznym, m.in. Słownik kliniczny francusko-polski ortopedii, traumatologii i rehabilitacji 1972, Ochrona nóg 1974.
Uhonorowany wieloma odznaczeniami, między innymi Krzyżem Oficerskim Orderu Odrodzenia Polski, Złotym Krzyżem Zasługi, honorowym Obywatelstwem Lublina i Iwonicza. Zmarł w 1988 w Lublinie, pochowany został na cmentarzu przy ul. Lipowej.